# Franco Niell
Franco Niell (Trelew, 22 maggio 1983) è un ex calciatore argentino, di ruolo attaccante.

## Caratteristiche tecniche
È una prima punta che può essere impiegata come ala.

## Palmarès

### Club

#### Competizioni nazionali
- Campionato ecuadoriano: 1

Deportivo Quito: 2009